# Joan La Barbara
Joan La Barbara (Filadelfia, 8 de junio de 1947) es una cantante y compositora estadounidense conocida por sus exploraciones no-convencionales o de “técnicas” vocales extendidas. Considerada por ser una virtuosa de la voz en el campo de música contemporánea,  tiene el crédito de haber creado un nuevo vocabulario de sonidos vocales que incluyen trinos, murmullos, gritos, suspiros, tonos inhalados, así como multifónicos (el canto de dos o más tonos simultáneamente).

## Biografía
Una figura influyente en música experimental, La Barbara es una cantante entrenada en la academia; estudió con la soprano Helen Boatwright en la Universidad de Siracusa y con la contralto Marion Freschl en la Escuela Juilliard de Nueva York.
El trabajo creativo temprano de Joan La Barbara (a principios y mediados de los 70) se centra en la investigación y la experimentación de los sonidos vocales como materia prima sonora incluyendo obras en las que explora diversidad de timbres en un solo tono, técnicas de respiración circular inspirada en los intérpretes de corno francés, y multifónicos o canto coral. A mediados de la década de 1970, comenzó a crear composiciones más estructuradas, algunas de las cuales incluye sonidos electrónicos y sonidos vocales editados en capas.
Ha acumulado un gran repertorio de obras vocales creadas por los maestros musicales del siglo XX y principios del siglo XXI, incluyendo muchas piezas compuestas especialmente para su voz. Cuando era joven, grabó música de Steve Reich y Philip Glass. Ha interpretado y grabado obras por compositores como John Cage, Robert Ashley, Morton Feldman, Philip Glass, Larry Austin, Peter Gordon, Alvin Lucier, y su esposo Morton Subotnick. También ha colaborado con el coreógrafo Merce Cunningham y con el poeta Kenneth Goldsmith.

## Otras obras
Joan La Barbara también ha hecho trabajos donde actúa y compone para televisión, cine y danza. Compuso y actuó la música para el segmento animado de Sesame Street, Cantando el alfabeto para electrónica y voz, y ha compuesto una variedad de obras de cámara, piezas orquestales, y para conjuntos corales. Una de sus apariciones cinematográficas más conocidas fue el haber interpretado la voz del Alien newborn en la cinta Alien: Resurrección de 1997. También aparece en la película River of Fundament (2014) de Matthew Barney. La Barbara es actualmente miembro de la facultad de composición y música en la Universidad de Nueva York Steinhardt: Escuela de Cultura, Educación, y Desarrollo Humano.

## Discografía

### Obras de La Barbara
- io: atmos (2009) New World Records, CD 80665
- Voice Is the Original Instrument: Early Works (2003). Lovely Music, CD 3003.
- Awakenings, for chamber ensemble (1994) Music & Arts, CD 830
- Shamansong (1998) New World Records, CD 8054
- 73 Poems (1994) book and CD with Kenneth Goldsmith, Lovely Music, Ltd., CD 3002
- "Computer Music Series, Vol.13, The Virtuoso in the Computer Age III", l'albero dalle foglie azzurre (tree of blue leaves), for solo oboe and computer music on tape (1993) Centaur Records, CRC 2166
- Sound Paintings (1991) Lovely Music, Ltd., CD 3001
- Silent Scroll on Newband Plays Microtonal Works, (1990) Mode Records, #18
- The Art of Joan La Barbara (1985) Nonesuch, LP 78029-1
- As Lightning Comes, In Flashes (1983) Wizard Records, LP RVW 2283
- The Reluctant Gypsy (1980) Wizard Records, RVW 2279
- Tapesongs (1978) Chiaroscuro, LP CR-196
- Voice Is the Original Instrument: Early Works (1976) Wizard Records, LP 2266

### Presentado en trabajos por otros compositores
- Robert Ashley Now Eleanor's Idea (2007) Lovely Music, Ltd., CD 1009
- Robert Ashley Celestial Excursions (2004) Lovely Music, Ltd., CD 1007
- Robert Ashley Dust  (2000) Lovely Music, Ltd., CD 1006
- Robert Ashley Your Money My Life Goodbye  (1999) Lovely Music, Ltd., 1005
- John Cage John Cage at Summerstage with Joan La Barbara, William Winant and Leonard Stein  (1995), Music & Arts, CD 875
- Larry Austin La Barbara on  CDCM Computer Music Series, Vol. 13, The Virtuoso in the Computer Age III  (1993) Centaur Records, CRC 2166
- Morton Subotnick All my hummingbirds have alibis  (1993) The Voyager Company, CD-Rom LS36
- Charles Dodge The Waves  on "Any Resemblance is Purely Coincidental (1992) New Albion, NA 045
- Robert Ashley Improvement  (1992) Elektra/Nonesuch, double CD 79289-2
- Steve Reich Voices and Organ  (1991) Deutsche Grammaphon, CD box
- John Cage Joan La Barbara Singing Through John Cage (1990) New Albion, NA035
- Philip Glass Music in 12 Parts  (1990) Virgin Records
- Morton Feldman Three Voices for Joan La Barbara  (1989) New Albion, NA018
- Morton Subotnick Jacob's Room  (1987) Wergo, WER2014-50
- Morton Subotnick The Last Dream of the Beast on "The Art of Joan La Barbara", Nonesuch 78029-1, 1985, LP only
- John Cage Solo for voice 45  (1978) Chiaroscuro, LP CR-196, 1978
- Lou Harrison May Rain on "Prepared Piano--the First of Four Decades" with Richard Bunger, piano, Musical Heritage Society, LP MHS-4187
- Bruce Ditmas Aeray Dust  (1978) Chiaroscuro, CR-195
- Bruce Ditmas  Yellow  (1977) Wizard Records, LP #222, 1977, LP
- Philip Glass North Star  (1977) Virgin Records, PZ-34669
- Philip Glass Music in 12 Parts (Parts 1 & 2) (1974) Virgin Records, LP
- Steve Reich Voices and Organ  (1974) Deutsche Grammaphon, LP box
- Garrett List Your Own Self (1973) Opus One Records, LP
- Jim Hall Commitment, arr. by Don Sebesky (1973) A & R Horizon, LP
- Stanley Silverman and Richard Foreman Dr. Selavy's Magic Theatre (1973) Rainbow Collection records, LP
- The Living Theatre with Wavy Gravy (Hugh Romney) and The New Wilderness Preservation Band (1973)
- Don Sebesky The Rape of El Morro (1973) CTI Records LP

## Filmografía
- Chasing Taste, encargada de una galería de arte (2014)
- River of Fundament , viuda de Norman (2014)
- Alien resurrección, voz de Newborn #1 (1997)[8]